# 思い出にスクワレテモ
「思い出にスクワレテモ」（おもいでにスクワレテモ）は、北原愛子の6枚目のシングル。

## 解説
- 前作から引き続き、「プロの動脈。」主題歌に選抜された。
- 2002年に活動停止したrumania montevideoの元メンバー・三好誠・間島和伸の作曲作品。また間島はアルバム・『Sea』の作曲をする。

## 収録曲
1. 思い出にスクワレテモ
  - 作詞：北原愛子／作曲：三好誠／編曲：池田大介
2. いつも
  - 作詞：北原愛子／作曲：間島和伸／編曲：徳永暁人
3. 思い出にスクワレテモ -instrumental-

## タイアップ
- 読売テレビ「プロの動脈。」エンディングテーマ